# مهي أباد بالا
مهي أباد بالا (بالفارسية: مهی‌آباد بالا) هي قرية تقع في قسم كاخك الريفي في إيران.